# Isthmian League Premier Division
Isthmian League Premier Division är den högsta division i den engelska fotbollsligan Isthmian League och ligger på nivå sju i det engelska ligasystemet.
Den vinnande klubben flyttas upp till National League South eller National League North tillsammans med vinnaren av ett playoff mellan klubbarna på plats två till fem. Klubbarna som flyttas ned från Premier Division (till nivå åtta) hamnar troligen i Isthmian League Division One North, Isthmian League Division One South Central eller Isthmian League Division One South East.
Divisionen ligger på samma nivå som Northern Premier League Premier Division, Southern Football League Premier Division Central och Southern Football League Premier Division South.

## Mästare
| År      | Mästare                                               |
| ------- | ----------------------------------------------------- |
| 1905/06 | Chelsea                                               |
| 1906/07 | Ilford                                                |
| 1907/08 | London Caledonians                                    |
| 1908/09 | Bromley                                               |
| 1909/10 | Bromley                                               |
| 1910/11 | Clapton                                               |
| 1911/12 | London Caledonians                                    |
| 1912/13 | London Caledonians                                    |
| 1913/14 | London Caledonians                                    |
| 1914–19 | Uppehåll i ligaspelet på grund av första världskriget |
| 1919    | Leytonstone                                           |
| 1919/20 | Dulwich Hamlet                                        |
| 1920/21 | Ilford                                                |
| 1921/22 | Ilford                                                |
| 1922/23 | Clapton                                               |
| 1923/24 | St. Albans City                                       |
| 1924/25 | London Caledonians                                    |
| 1925/26 | Dulwich Hamlet                                        |
| 1926/27 | St. Albans City                                       |
| 1927/28 | St. Albans City                                       |
| 1928/29 | Nunhead                                               |
| 1929/30 | Nunhead                                               |
| 1930/31 | Wimbledon                                             |
| 1931/32 | Wimbledon                                             |
| 1932/33 | Dulwich Hamlet                                        |
| 1933/34 | Kingstonian                                           |
| 1934/35 | Wimbledon                                             |
| 1935/36 | Wimbledon                                             |
| 1936/37 | Kingstonian                                           |
| 1937/38 | Leytonstone                                           |
| 1938/39 | Leytonstone                                           |
| 1939–45 | Uppehåll i ligaspelet på grund av andra världskriget  |
| 1945/46 | Walthamstow Avenue                                    |
| 1946/47 | Leytonstone                                           |
| 1947/48 | Leytonstone                                           |
| 1948/49 | Dulwich Hamlet                                        |
| 1949/50 | Leytonstone                                           |
| 1950/51 | Leytonstone                                           |
| 1951/52 | Leytonstone                                           |
| 1952/53 | Walthamstow Avenue                                    |
| 1953/54 | Bromley                                               |
| 1954/55 | Walthamstow Avenue                                    |
| 1955/56 | Wycombe Wanderers                                     |

| År      | Mästare                  |
| ------- | ------------------------ |
| 1956/57 | Wycombe Wanderers        |
| 1957/58 | Tooting & Mitcham United |
| 1958/59 | Wimbledon                |
| 1959/60 | Tooting & Mitcham United |
| 1960/61 | Bromley                  |
| 1961/62 | Wimbledon                |
| 1962/63 | Wimbledon                |
| 1963/64 | Wimbledon                |
| 1964/65 | Hendon                   |
| 1965/66 | Leytonstone              |
| 1966/67 | Sutton United            |
| 1967/68 | Enfield                  |
| 1968/69 | Enfield                  |
| 1969/70 | Enfield                  |
| 1970/71 | Wycombe Wanderers        |
| 1971/72 | Wycombe Wanderers        |
| 1972/73 | Hendon                   |
| 1973/74 | Wycombe Wanderers        |
| 1974/75 | Wycombe Wanderers        |
| 1975/76 | Enfield                  |
| 1976/77 | Enfield                  |
| 1977/78 | Enfield                  |
| 1978/79 | Barking                  |
| 1979/80 | Enfield                  |
| 1980/81 | Slough Town              |
| 1981/82 | Leytonstone & Ilford     |
| 1982/83 | Wycombe Wanderers        |
| 1983/84 | Harrow Borough           |
| 1984/85 | Sutton United            |
| 1985/86 | Sutton United            |
| 1986/87 | Wycombe Wanderers        |
| 1987/88 | Yeovil Town              |
| 1988/89 | Leytonstone/Ilford       |
| 1989/90 | Sutton United            |
| 1990/91 | Redbridge Forest         |
| 1991/92 | Woking                   |
| 1992/93 | Chesham United           |
| 1993/94 | Stevenage Borough        |
| 1994/95 | Enfield                  |
| 1995/96 | Hayes                    |
| 1996/97 | Yeovil Town              |
| 1997/98 | Kingstonian              |
| 1998/99 | Sutton United            |

| År      | Mästare                      |
| ------- | ---------------------------- |
| 1999/00 | Dagenham & Redbridge         |
| 2000/01 | Farnborough Town             |
| 2001/02 | Gravesend & Northfleet       |
| 2002/03 | Aldershot Town               |
| 2003/04 | Canvey Island                |
| 2004/05 | Yeading                      |
| 2005/06 | Braintree Town               |
| 2006/07 | Hampton and Richmond Borough |
| 2007/08 | Chelmsford City              |
| 2008/09 | Dover Athletic               |
| 2009/10 | Dartford                     |
| 2010/11 | Sutton United                |
| 2011/12 | Billericay Town              |
| 2012/13 | Whitehawk                    |
| 2013/14 | Wealdstone                   |
| 2014/15 | Maidstone United             |
| 2015/16 | Hampton & Richmond Borough   |
| 2016/17 | Havant & Waterlooville       |
| 2017/18 | Billericay Town              |
| 2018/19 | Dorking Wanderers            |
| 2019/20 | Worthing                     |
| 2020/21 | Worthing                     |
| 2021/22 | Worthing                     |
| 2022/23 | Bishop's Stortford           |